# Contes de la rue Broca
Die Contes de la rue Broca ist eine Sammlung französischsprachiger Kindergeschichten von Pierre Gripari.

## Inhalt
Die Geschichten aus der Rue Broca, die Pierre Gripari ursprünglich in Paris für die Kinder aus seiner Nachbarschaft schrieb, bestehen aus 13 Erzählungen:
- La sorcière de la rue Mouffetard (Die Hexe aus der Rue Mouffetard)
- Le géant aux chaussettes rouges (Der Riese mit den roten Socken)
- La paire de chaussures (Die verliebten Schuhe)
- Scoubidou, la poupée qui sait tout (Scoubidou, die Puppe die alles wußte)
- Histoire de Lustucru (Die Geschichte von Lustucru)
- La fée du robinet (Die Fee aus dem Wasserhahn)
- La sorcière du placard aux balais (Die Hexe in der Besenkammer)
- Le gentil petit diable (Das brave Teufelchen)
- Roman d’amour d’une patate (Die Liebesgeschichte einer Kartoffel)
- La maison de l’oncle Pierre (Onkel Pierre’s Haus)
- Le prince Blub et la sirène (Prinz Blubb und die Meerjungfrau)
- Je-ne-sais-qui, je-ne-sais-quoi (Ich weiß nicht wer, nicht was)
- Le petit cochon futé (Das pfiffige Schweinchen)

Einige der Geschichten wie „Das brave Teufelchen“ wurden 1992 vom Verlag Matthes & Seitz in München in der Sammlung Kleiner Idiotenführer durch die Hölle in deutscher Sprache veröffentlicht. Vom Piper Verlag wurde diese zusammen mit der Sammlung Göttliche und andere Lügengeschichten 1996 in einer Neuauflage herausgegeben.
Die Geschichten wurden als Trickfilmserie 1995/1996 im französischen Sender France 3 und ab 1998 in deutscher Sprache im Ki.Ka, in ORF 1 und in SF 1 unter dem Titel Die geheimnisvolle Rue Broca in einer Serie mit 26 Episoden ausgestrahlt.
Als Fortsetzung der Broca-Geschichten veröffentlichte Pierre Gripari im Verlag Grasset-Jeunesse, 1983 den Band Les Contes de la Folie Méricourt, der ebenfalls eine Sammlung von Geschichten aus einer Straße in Paris beinhaltet.

## Ausgaben
französischsprachige Ausgaben
- Pierre Gripari: Contes de la rue Broca. La Table Ronde, Paris 1967, ISBN 2-7103-0024-9.
- Zweibändige Taschenbuchausgabe mit Illustrationen von Fernando Puig Rosado: La Table Ronde, Paris 1994.
  - La sorcière de la rue Mouffetard et autres contes de la rue Broca. ISBN 2-07-033440-6.
  - Le gentil petit diable et autres contes de la rue Broca. ISBN 2-07-033451-1.

Fortsetzungsband
- Pierre Gripari: Les contes de la Folie Méricourt. Grasset Jeunesse, Paris 1993, ISBN 2-246-30672-8.

deutschsprachige Ausgaben
- Pierre Gripari: Kleiner Idiotenführer durch die Hölle. Zusammengestellt von Jean-Jacques Langendorf. Aus dem Französischen von Cornelia Langendorf und Hans Therre. Matthes & Seitz, München 1992, ISBN 3-88221-782-0.
- Pierre Gripari: Göttliche und andere Lügengeschichten. Ausgewählt von Jean-Jacques Langendorf. Aus dem Französischen von Cornelia Langendorf. Piper, München, Zürich 1996, ISBN 3-492-22245-5.
- Pierre Gripari: Die Zaubergeschichten aus der Rue Broca. Dreizehn Erzählungen der Kindergeschichten: Les contes de la rue Broca. Aus dem Französischen und bearbeitet von Josef Mahlmeister. Mit SW-Illustrationen von Tine Decker und Michael Kämpfer. Palabros de Cologne, Köln 2011, ISBN 978-3-9813632-0-3.